# Guillem Montoro
Guillem Montoro i López (Paiporta, Comunidad Valenciana; 3 de marzo de 1995) es un político, técnico de igualdad y activista por los derechos LGBT español. Fue concejal en el Ayuntamiento de Paiporta por Compromís entre 2018 y 2020, convirtiéndose así en el primer hombre transgénero visible de España en acceder a este cargo.

## Biografía

### Vida pública
En abril de 2018 publicó su primera obra literaria, ¿Y si fueras tú?, de Vínculo Editorial, conjuntamente con Patricia Estellés, un libro sobre acoso escolar y cómo luchar contra éste.
En febrero de 2018, después de casi tres años, pudo efectuar el cambio legal en sus documentos oficiales.
En diciembre de 2020 formó parte del jurado de la sección de cortometrajes de la VI edición de la Mostra La Ploma Festival de cine y cultura para la diversidad sexual, de género y familiar, organizado por el Col·lectiu Lambda, que otorgó el premio a Transversales, dirigido por Jorge Garrido.

### Trayectoria política y pública
Montoro inició su trayectoria en el mundo de la política en Compromís en las elecciones de 2014, donde se presentó en la lista de Compromís por Paiporta, encabezada por Isabel Martín, quien sería nombrada alcaldesa. Montoro formó parte del equipo de gobierno como Concejal de Transparencia, Modernización y Participación Ciudadana. Tiempo después, asumiría las concejalías de Bienestar Social e Igualdad entre 2015 y 2019.
En enero de 2018 se convirtió en el primer concejal transgénero de la Comunidad Valenciana, y en el primer concejal abiertamente trans del Estado español. Además, con 22 años fue el edil más joven que había tenido el Ayuntamiento de Paiporta hasta ese momento. Montoro denunció entonces los ataques recibidos en redes sociales tras su nombramiento, por su transexualidad. Se presentó como candidato en las primarias de Compromís a las Cortes Valencianas por la circunscripción de Valencia para conformar la lista a las elecciones valencianas de 2019.
En las elecciones municipales de mayo de 2019, volvió a ser elegido concejal en Paiporta con la candidatura de Compromís, encabezada por la alcaldesa Isabel Martín, junto a otros cinco compañeros, que fue la segunda lista más votada en Paiporta.
El 24 de septiembre de 2020 renunció a su acta como concejal en el Ayuntamiento de Paiporta, debido a su situación laboral. No abandonó su trayectoria política ya que en febrero de 2022 estuvo inmerso en una disputa abierta entre su partido, Compromís, y Daniela Requena, secretaria LGTBI del PSOE-PSPV de Valencia, por unas declaraciones.
En diciembre de 2022, durante el debate parlamentario de la Ley 4/2023, de 28 de febrero, para la igualdad real y efectiva de las personas trans y para la garantía de los derechos de las personas LGTBI, el diputado de Compromís, Joan Baldoví, cedió su intervención a Montoro, leyendo en el estrado del Congreso de los Diputados, las reivindicaciones expresadas por el político valenciano en defensa de la aprobación de la norma. Fue aprobada en febrero de 2023 con 191 votos a favor, 60 en contra y 91 abstenciones, tras un prolongado debate de más de medio año en el que grupos conservadores.
En mayo de 2023, Montoro sufrió un ataque transfobo por parte del concejal de VOX Paiporta, Daniel Furió, quien tildó al colectivo LGTBI de ‘basura rastrera’ y atacó al primer concejal trans de la historia de España, en video publicado en sus redes sociales. El mensaje de odio fue rápidamente condenado desde Compromís Paiporta, exigiendo la retirada del video publicado. 
En junio de 2025, el activista y político participó en el acto institucional organizado por FELGTBI y el Ministerio de Igualdad de España, con motivo del 20 aniversario de la aprobación de la Ley de matrimonio igualitario en España, legal desde el 3 de julio de 2005. En este acto estuvo presente Pedro Sánchez, presidente del Gobierno en 2025, Ana Redondo, José Luis Rodríguez Zapatero, Beatriz Gimeno o Ares Teixidó. En este acto recordó la polémica existente en la Comunidad Valenciana, donde el Gobierno de Carlos Mazón apoyado por VOX impulsó una reforma de la normativa autonómica que dijo “abre la puerta a las terapias de conversión”. 

## Reconocimientos y galardones
La revista Shangay le nombró como uno de los seis jóvenes más relevantes al activismo LGTB de 2018, junto con otros personajes como los actores y directores de La llamada, Javier Calvo y Javier Ambrossi o la poeta Elvira Sastre, entre otros. Ese mismo año, fue el abanderado del Año Temático sobre realidades trans de la Federación Estatal de Lesbianas, Gais, Transexuales y Bisexuales (FELGTB).
En octubre de 2024, la Federación Estatal de Lesbianas, Gais, Transexuales y Bisexuales (FELGTBI) otorgó a Montoro el Premio Plumas 2024, junto a otras premiadas como la periodista y comunicadora Nerea Pérez de las Heras o la influencer Perra de Satán, "por su activismo LGTBI+ y su visibilidad, convirtiéndose en referente para la juventud trans. También por su defensa de los derechos LGTBI+ desde la política institucional, que le llevó a ser el primer concejal trans visible de España".